# 齿条

齿轮齿条传动的模拟动画

齿条是与齿轮配合，用于传动的一种机械零件。分为直齿齿条和斜齿齿条，分别与直齿圆柱齿轮和斜齿圆柱齿轮配对使用。齿轮齿条传动是齿轮与齿条配合的传动方式。当齿轮主动时，可以将旋转运动变成直线运动；当齿条主动时，可以将直线运动变成旋转运动。齿轮齿条传动可以应用在升降机、轨道系统、汽车转向系统、机床和执行器的进给机构等领域。

## 形状
齿条相当于分度圆无穷大圆柱齿轮。这时，齿轮的分度圆、齿顶圆和齿根圆都变成了直线，齿轮就变成了齿条。齿条的齿廓为直线（对齿面而言则为平面）而非像齿轮一样为渐开线。齿廓的倾斜角称为齿形角，标准值为20°。齿条主要参数有齿槽宽、齿高、齿厚、齿根圆半径等。齿条的齿厚与槽宽相等。
齿条的加工方法与齿轮类似，有滚齿、插齿、剃齿、磨齿、珩齿等。
- 齿条与齿轮配合。
- 齿条的齿面是平的。
- 圆柱形的齿条
- 齿条与齿轮轴

## 應用

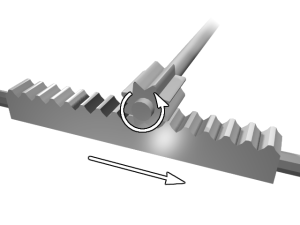
齒條傳動原理

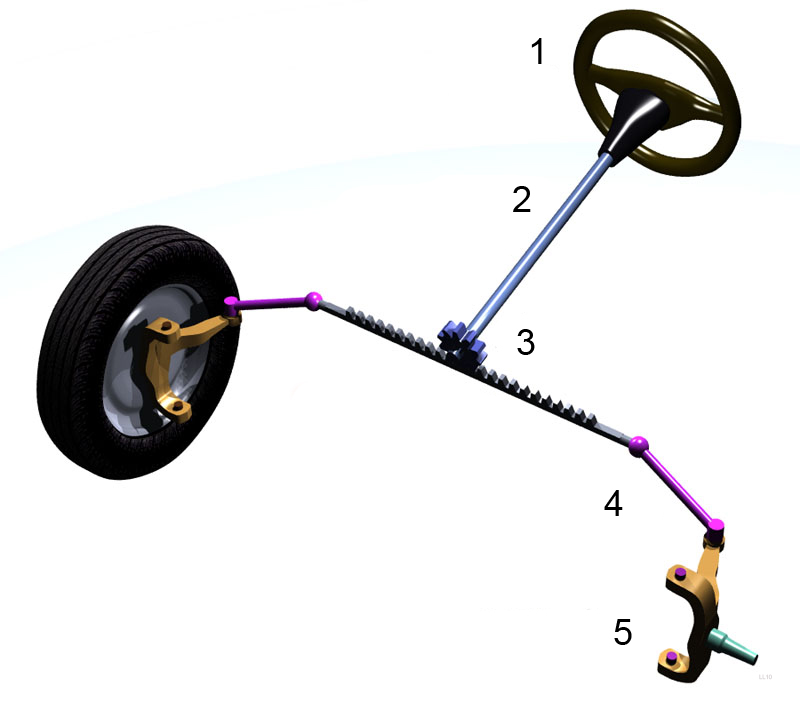
齒條傳動用於轉向系統

齒輪和齒條嚙合時，齒輪旋轉的同時，齒條作直線運動。當直線運動的行程超過2米，考慮到經濟性，就可以選用齒輪齒條傳動。齒輪齒條可以在較髒的環境中使用，傳遞較大的軸向力。齒條能夠傳遞的軸向力的大小與潤滑是否充分、受力是否均勻、運動速度大小以及安全係數有關。
與螺桿相比，齒輪齒條傳動的效率較高，但製造精度不高時，傳動平穩性和準確性較差。

### 轉向機構
在汽車轉向機構中，方向盤轉動時可帶動小齒輪轉動，這個小齒輪與一條齒條相嚙合，帶動齒條左右直線運動，從而推動轉向輪左右擺動，從而實現轉向功能。與行星輪轉向相比，齒輪齒條轉向結構簡單、成本低，轉向力和路感傳遞直接。因此，轎車上基本都採用齒輪齒條轉向，而只有在運動型多用途車上才可看到迴圈球式轉向
。

### 升降機構
齒輪齒條傳動可以應用於升降機構。與液壓傳動相比，不僅行程長，而且還有節能、結構簡單、維修方便等優點。Schneeberger公司可以生產單根長度為3米的齒條，齒條可以對接使用，以達到更長的行程。當對接使用時，為保證相鄰齒條結合處的齒距精度，需要在齒條結合面之前留有0.5毫米左右的間隙。
- 齒輪齒條可以在較髒的環境中使用。
- 齒輪齒條傳動中的鎖緊機構
- 齒條傳動用於船閘的開合。

### 齒軌鐵路
齒軌鐵路在普通路軌中間的軌枕上，另外放置一條特別的齒軌；機車則配備了一個或多個齒輪，跟齒軌嚙合。這樣機車便能克服黏著力不足的問題，把列車拉上達坡度達48%的陡峭斜坡。